# Kristina Katarina Stenbock
Kristina Katarina Stenbock, född 1608 på Drottningholms slott, död 14 juni 1650 i Åbo, var en svensk grevinna och hovfröken.

## Biografi
Kristina Katarina Stenbock föddes 1608 på Drottningholms slott. Hon var dotter till friherren Gustav Stenbock och grevinnan Beata Margareta Brahe. Stenbock blev 1628 hovfröken. Hon avled 1650 på Åbo slott, bisatt i Bogesunds slottskapell och begravdes 12 januari 1651 i Brahekyrkan.

### Familj
Stenbock gifte sig 16 april 1628 på Stockholms slott med riksdrotsen, greve Per Brahe (1602–1680), son till Abraham Brahe och Elsa Gyllenstierna. De fick tillsammans barnen Elsa Beata Brahe (1629–1653) som var gift med hertigen Adolf Johan av Pfalz-Zweibrücken, Magdalena Hedvig Brahe (1631–1634), Abraham Joakim Brahe (1634–1634) och Fredrik Brahe (1636–1637). Efter Stebocks död gifte Brahe om sig med friherrinnan Beata De la Gardie.